# Pterostoma lapponica
Pterostoma lapponica är en fjärilsart som beskrevs av Teich. 1881. Pterostoma lapponica ingår i släktet Pterostoma och familjen tandspinnare. Inga underarter finns listade.